# Dichotomius melzeri
Dichotomius melzeri là một loài bọ cánh cứng trong họ Bọ hung (Scarabaeidae).